# Programmations du Pukkelpop avant 2000
Pour des articles plus généraux, voir Pukkelpop et Programmations du Pukkelpop.
Cet article présente les programmations du Pukkelpop avant 2000.

## Années 1980

### 1985
- Dates : 21 juillet
- Localisation : Leopoldsburg, Limburg (Excelcior Heppen)
- Programmation : Anne Clark - Anna Domino - Front 242 - Jah Music International - La Cosa Nostra - The Neon Judgement - Ostrogoth

### 1986
- Dates : 21 juillet
- Localisation : Leopoldsburg, Limburg (Excelcior Heppen)
- Programmation : Arno - Joe Cairo and the April BC Currycats - The Cassandra Complex - D.A.F. - Executive Slacks - Red Guitars - The Skyblasters - Virgin Prunes - Yellowman

### 1987
- Dates : 21 juillet
- Localisation : Leopoldsburg, Limburg (Excelcior Heppen)
- Programmation : Big Black - The Fuzztones - The Mission - Nitzer Ebb - Sonic Youth -  Toots and the Maytals - Wire

### 1988
- Dates : 27 août
- Localisation : Hechtel, Limburg (Sanicole Airfield)
- Programmation : The Jesus and Mary Chain - Ramones - Screaming Blue Messiahs - Three Wize Men - The Triffids - Union Carbide Productions

### 1989
Cette édition a été annulée après l'annulation de deux têtes d'affiche.

## Années 1990

### 1990
- Dates: 26 août
- Localisation : Hechtel, Limburg (Sanicole Airfield)
- Programmation : Beasts of Bourbon - Billy Bragg - Buzzcocks - Nick Cave and the Bad Seeds - Faith No More - Mudhoney - The Paranoiacs - Rollins Band

### 1991
- Dates : 25 août
- Localisation : Kiewit, Hasselt (Children's Farm)
- Programmation : Black Francis - Dinosaur Jr. - An Emotional Fish - The House of Love - Nirvana - The Pogues - Ramones - Ride - Sonic Youth

### 1992
- Dates : 29 août
- Localisation : Kiewit, Hasselt (Kempische Steenweg)
- Programmation : Babes in Toyland - Beastie Boys - Nick Cave and the Bad Seeds - Kingmaker - Magnapop - Public Enemy - The Sisters of Mercy - Teenage Fanclub - Urban Dance Squad

### 1993
- Dates : 28 août
- Localisation : Kiewit, Hasselt (Kempische Steenweg)
- Scènes : Main Stage, Marquee
- Programmation : Adorable - The Breeders - Butthole Surfers - Consolidated - Front 242 - The Goats - The God Machine - Iggy Pop - Ned's Atomic Dustbin - Noir Désir - Porno for Pyros - Primus - Rage Against the Machine - The Smashing Pumpkins - Stone Temple Pilots - Tool - The Verve

### 1994
- Dates : 27 août
- Localisation : Kiewit, Hasselt (Kempische Steenweg)
- Scènes : Main Stage, Marquee, Dance Hall
- Programmation : The Afghan Whigs - Barkmarket - Biohazard - Biosphere - Candlebox - Cypress Hill - dEUS - Dig - FFF - Frank Black - Gary Clail - G. Love and Special Sauce - Helmet - The Jesus Lizard - The Lemonheads - The Levellers - Morphine - Mother Tongue - Papa Brittle - Pavement - Quicksand - Red Hot Chili Peppers - Rollins Band - Senser - Stabbing Westward - The Tea Party - Tekton Motor Corporation - Tindersticks - Ulan Bator - Underworld - Victims Family

### 1995
- 'Dates : 25 et 26 août
- Localisation : Kiewit, Hasselt (Kempische Steenweg)
- Scènes : Main Stage, Marquee, Dance Hall

| Vendredi 25 août | Samedi 26 août        | Samedi 26 août    | Samedi 26 août         | Samedi 26 août          |
| Vendredi 25 août | Main Stage            | Marquee           | Marquee                | Dance Hall              |
| ---------------- | --------------------- | ----------------- | ---------------------- | ----------------------- |
| Neil Young       | The Smashing Pumpkins | Radiohead         | Sugar Ray              | The Prodigy             |
| Foo Fighters     | Soundgarden           | Beck              | Ash                    | The Chemical Brothers   |
| White Zombie     | Hole                  | Shellac           | Doo Rag                | Transglobal Underground |
| Mudhoney         | Buffalo Tom           | No Fun at All     | Sponge                 | Renegade Soundwave      |
| The Customers    | Kyuss                 | Pennywise         | Paw                    | Renegade Soundwave      |
| Reef             | NOFX                  | Lordz of Brooklyn | Vent                   | Renegade Soundwave      |
| Reef             | Monster Magnet        | Silverchair       | Geraldine Fibbers (en) | Renegade Soundwave      |
| Reef             | Swans                 | Guided by Voices  | Caifanes               | Renegade Soundwave      |
| Reef             | Melvins               | Guided by Voices  | Caifanes               | Renegade Soundwave      |
| Reef             | Channel Zero          | Guided by Voices  | Caifanes               | Renegade Soundwave      |

- Dreadzone, Evil Superstars, James Hall, Stone Cutters

### 1996
- Localisation : sur des terrains le long du Kempische Steenweg à Kiewit, Hasselt.
- Présenté par Lux Janssen and Chantal Pattyn
- 38 000 festivaliers sur 2 jours
- 60 groupes sur 5 scènes (Main, Marquee, Dance Hall, Skate Stage et Club):
- Paul Weller - Daft Punk - Beck - Prodigy - Soulwax - Tracy Bonham - Imperial Drag - Barkmarket - Fun Lovin' Criminals - Los Lobos - Garbage - 808 State - Sneaker Pimps - Agent Provocateur - DJ Jon Carter - Ruby - Lionrock (en) - Ken Ishii - Evil Superstars - Ash - Girls Against Boys - Ice-T - Bush - Weezer - Urban Dance Squad - The Offspring - Sonic Youth - Nick Cave and the Bad Seeds - 12 Rounds - Sebadoh - Korn - Prong - Everclear - Sparklehorse - Butthole Surfers - Soul Coughing - Supergrass - dEUS - Lamb - The Aloof - DJ Steve Howard - Eat Static - DJ Dave Clarke - Tricky - The Curious Company Performers - Feeder - Placebo - 16 Horsepower - De Puta Madre - The Posies - Gwyllions - Seaweed - Social Distortion - Rocket from the Crypt - Osdorp Posse - Satanic Surfers - Millencolin - Downset. - Lagwagon - Die Anarchistische Abendunterhaltung - Tortoise

### 1997
- Localisation : sur des terrains le long du Kempische Steenweg à Kiewit, Hasselt.
- Présenté par Lux Janssen, Chantal Pattyn et Lieve De Mayer
- 70 000 festivaliers sur 2 jours

- Programmation : 80 groupes sur 6 scènes (Main, Marquee, Dance Hall, Skate Stage, Club et Boiler Room):
- Rammstein - 3 Colours Red (en) - Dog Eat Dog - Marilyn Manson - Bush - Metallica - You Am I - Bloodhound Gang - Dinosaur Jr. - Eels - Shanks - Fluke - Sukia - Death in Vegas - The Orb - DJ Lux Janssen - DJ Aphrodite - Lowpass - James Hardway - Finley Quaye - Andrew Dorff - Swell - Zita Swoon - Jane's Detd - Manbreak - Summercamp (en) - Snuff (en) - Descendents - Uncle Meat - Tonic - Fountains of Wayne - Veruca Salt - 16 Horsepower - Pavement - Foo Fighters - Jon Spencer Blues Explosion - The Chemical Brothers - One Inch Punch - Be - Blonde Redhead - Symposium - Baby Bird - Lunatic Calm - Headrillaz - Jimi Tenor - Sneaker Pimps - GusGus - Reprazent - DJ Amon Tobin - DJ Dave Clarke - DJ Darren Emerson - Incubus - Silver Sun - Blink-182 - Dance Hall Crashers - Royal Crown Revue - Down by Law - Millencolin - Sick of It All - Pennywise - Bjørn - Gore Slut - Junkster - Fuck (en) - Samiam - Bis - Motorpsycho

### 1998
- Localisation : Kempische Steenweg à Kiewit, Hasselt
- Présenté par Lux Janssen, Chantal Pattyn et Lieve De Mayer
- 50 000 festivaliers sur 2 jours
- 80 groupes sur 6 scènes (Main, Marquee, Dance Hall, Skate Stage, Club et Boiler Room) :

- Programmation : DAAU - Queens of the Stone Age - Fu Manchu - The Dandy Warhols - Fun Lovin' Criminals - Monster Magnet - Deftones - The Afghan Whigs - PJ Harvey - Portishead - Vandal X - Springbok Nude Girls - Grandaddy - Spiritualized - Girls Against Boys - Evil Superstars - Soul Coughing - Junkie XL - Boom Boom Satellites - Green Velvet - Goldie - Lux Janssen - Jan Van Biesen - DeeJay Punk-Roc - DJ Scissorkicks - Hardknox - Dave Angel - Flowers for Breakfast - Dust Junkies - Kent - Gomez - Drugstore - Mogwai - Length of Time - H-Blockx - Pitchshifter - The Smooths - MxPx - Save Ferris - Unwritten Law - Cherry Poppin' Daddies - No Use for a Name - CIV - Lagwagon - The Specials - Bad Religion - Scott 4 - Cornershop - Money Mark - Rancid - Green Day - Beastie Boys - Catherine Wheel - Warm Jets - Nomeansno - Swell - Incubus - Pills - The Rasmus - Basement Jaxx - Plastikman - Luke Slater - Laurent Garnier - Howie B - Alex Gifford - Fatboy Slim - Grooverider - Orange Black - The Jesus Lizard - Dead Man Ray - Elliott Smith - Starflam - 't Hof van Commerce - Ramp Records Crew - The X-Ecutioners - Jurassic 5 - Cappadonna

### 1999
- Localisation : Kempische Steenweg à Kiewit, Hasselt
- Présenté par Lux Janssen et autres
- 60 000 festivaliers sur 2 jours (27 août and 28 août 1999)
- 92 groupes sur 6 scènes :
- Programmation : Orgy - Skinny - Sebadoh - Soulwax - Public Enemy - Zita Swoon - Red Hot Chili Peppers	 - 't Hof van Commerce - The Pharcyde - Postmen - The Sugarhill Gang - MC Justiyc & MC Flux - Ink - Bailey - Lemon D and Dillinja - Randall - DJ Storm - DJ Die - Goldie - Doc Scott - DJ Krust - Grooverider - MC Kela - DeeJay Punk-Roc - Freq Nasty - Will White - Scratch Perverts - David Holmes - Gang Starr - DJ Shadow - Coldcut - Jon Carter vs. Junior Sanchez (en) - Paul Bleasdale - Roger Sanchez - Seb Fontaine - Paul Oakenfold - James Holroyd - Ken Ishii - Justin Robertson - Basement Jaxx - Derrick May - Leftfield DJ's featuring MC Chesir - The Living End - Masters of Reality - Luscious Jackson (en) - Dog Eat Dog - Biohazard - Silverchair - Kula Shaker - Jon Spencer Blues Explosion - The Offspring - Orbital - Mitsoobishy Jacson - Ozark Henry - Gay Dad - The Flaming Lips - Liquido - Sneaker Pimps - Sparklehorse - Suede - Penthouse - A - Lit - The Vandals - Good Riddance - 59 Times the Pain - The Slackers - De Heideroosjes - No Fun at All - Sick of It All - Bjørn - Reiziger - Notwist - Johnny Dowd (en) - Cornelius - Daan - Steve Wynn - Smog - Lit - Doo Rag & Bob Log III - JMX - The Beta Band - Dead Man Ray - Cinerex DJ’s - Ed Rush - Optical - Dom & Roland - Richard Dorfmeister